# Otso
Otso var en finländsk isbrytare, som tjänstgjorde från 1936. Fartyget deltog även i det andra världskriget för den finländska marinen. Fartyget ägdes av Helsingfors stad. Namnet kommer ifrån den finska mytologin och betyder "björnande" som är ett av björnens många epitet.